# Davis Entertainment
A Davis Entertainment é uma produtora americana de filmes e projetos para a televisão, fundada pelo produtor John Davis em 1984.
As três divisões de Davis - longa-metragem, cinema independente e televisão - desenvolvem e produzem projetos cinematográficos  e televisivos para os principais estúdios, distribuidores independentes, redes e emissoras a cabo. A própria empresa desfruta de um contrato de produção de longa duração  com a  20th Century Fox, embora também produza projetos para todos os estúdios.

## Filmes de maior bilheteria
| Ranking | Título                | Ano  | Orçamento    | Nota                                                                |
| ------- | --------------------- | ---- | ------------ | ------------------------------------------------------------------- |
| 1       | I, Robot              | 2004 | $144,801,023 | Co-produzido com a Overbrook Entertainment                          |
| 2       | Dr. Dolittle          | 1998 | $144,156,605 | Co-produzido com a Friendly Films                                   |
| 3       | Dr. Dolittle 2        | 2001 | $112,952,899 |                                                                     |
| 4       | Daddy Day Care        | 2003 | $104,297,061 | Co-produzido com a Revolution Studios                               |
| 5       | Norbit                | 2007 | $95,673,607  | Co-produzido com a DreamWorks Pictures e Tollin/Robbins Productions |
| 6       | Waterworld            | 1995 | $88,246,220  | Co-produzido com a Gordon Company e Licht/Mueller Film Corporation  |
| 7       | Alien vs. Predator    | 2004 | $80,282,231  | Co-produzido com a Brandywine Productions                           |
| 8       | Garfield: The Movie   | 2004 | $75,369,589  | Co-produzido com a Paws, Inc.                                       |
| 9       | Eragon                | 2006 | $75,030,163  |                                                                     |
| 10      | Mr. Popper's Penguins | 2011 | $68,224,452  | Co-produzido com a Dune Entertainment                               |